# Gleichfehlerrate
Die Gleichfehlerrate (Equal Error Rate, kurz EER) eines biometrischen Systems ist die Fehlerrate, die in der Einstellung erreicht wird, in der Falschakzeptanzrate (FAR) und Falschrückweisungsrate (FRR) gleich sind.
FAR und FRR hängen grundsätzlich von einem Schwellenwert ab, der angibt, wie verschieden ein zu verifizierendes Muster dem gespeicherten Referenzmuster sein darf, um als authentisch akzeptiert zu werden. Je höher man den Schwellenwert setzt, desto mehr Muster werden akzeptiert, desto höher ist die FAR und desto niedriger die FRR. Umgekehrt steigt die FRR und sinkt die FAR, wenn man den Schwellenwert niedriger setzt. (Das biometrische System wird "strenger".) Setzt man den Wert so, dass FAR und FRR gleich sind, erhält man die Gleichfehlerrate.
Die Gleichfehlerrate wird heute als aussagekräftigstes Maß für die Güte eines biometrischen Systems angesehen. Sie berücksichtigt allerdings nur das Verhalten des Systems in einem kritischen Punkt und vernachlässigt den Verlauf von FAR und FRR bei anderen Fehlerraten.